# Syncrossus
Syncrossus is een geslacht van straalvinnige vissen uit de familie van de modderkruipers (Cobitidae).

## Soorten
- Syncrossus beauforti (Smith, 1931)
- Syncrossus berdmorei Blyth, 1860
- Syncrossus helodes (Sauvage, 1876)
- Syncrossus hymenophysa (Bleeker, 1852)
- Syncrossus reversa (Roberts, 1989)